# Massenentlassungsanzeige
Ein Arbeitgeber muss in Deutschland eine Massenentlassungsanzeige gegenüber der Agentur für Arbeit abgeben, wenn er einer großen Zahl von Arbeitnehmern zu kündigen beabsichtigt. Eine unterlassene oder fehlerhafte Anzeige kann zur Unwirksamkeit der Kündigungen führen.

## Begriff
Die Massenentlassungsanzeige ist ein Begriff des deutschen Arbeitsrechts. Sie ist in § 17 Kündigungsschutzgesetz (KSchG) geregelt. Der Zweck der Vorschrift liegt in der Begründung einer vom Individualkündigungsschutz unabhängigen  Verpflichtung, solche Entlassungen, die quantitativ festgelegte Grenzen überschreiten, gegenüber der Agentur für Arbeit anzuzeigen und den Betriebsrat an diesem Verfahren zu beteiligen. Dem liegen arbeitsmarktpolitische Ziele zugrunde. Der Arbeitsagentur soll durch die Anzeigepflicht die Möglichkeit gegeben werden, rechtzeitige Maßnahmen zu veranlassen, mit deren Hilfe die von der Entlassung betroffenen Arbeitnehmer in neue Arbeitsverhältnisse vermittelt werden.

## Voraussetzungen
Gemäß § 17 KSchG hat der Arbeitgeber der Agentur für Arbeit Anzeige zu erstatten, bevor er
1. in Betrieben mit in der Regel mehr als 20 und weniger als 60 Arbeitnehmern mehr als 5 Arbeitnehmer,
2. in Betrieben mit in der Regel mindestens 60 und weniger als 500 Arbeitnehmern 10 vom Hundert der im Betrieb regelmäßig beschäftigten Arbeitnehmer oder aber mehr als 25 Arbeitnehmer,
3. in Betrieben mit in der Regel mindestens 500 Arbeitnehmern mindestens 30 Arbeitnehmer

innerhalb von 30 Kalendertagen entlässt. Den Entlassungen stehen andere Beendigungen des Arbeitsverhältnisses gleich, die vom Arbeitgeber veranlasst werden.

## Inhalt
Es ist zwischen den so genannten Soll-Bestimmungen und den Muss-Bestimmungen zu unterscheiden.

### Muss-Bestimmungen
Die Anzeige muss die Mindestangaben des § 17 Abs. 3 S. 4 KSchG enthalten.
Diese sind:
1. der Name des Arbeitgebers,
2. der Sitz und die Art des Betriebs,
3. die Gründe für die geplanten Entlassungen,
4. die Zahl der in der Regel beschäftigten Arbeitnehmer,
5. die Berufsgruppen der in der Regel beschäftigten Arbeitnehmer,
6. die Zahl der zu entlassenden Arbeitnehmer,
7. die Berufsgruppen der zu entlassenden Arbeitnehmer,
8. die Entlassungszeiträume,
9. die Kriterien für die Auswahl der zu entlassenden Arbeitnehmer.

### Soll-Bestimmungen
§ 17 Abs. 3 S. 5 KSchG besagt, dass in der Anzeige im Einvernehmen mit dem Betriebsrat bestimmte – über § 17 Abs. 3 S. 4 KSchG hinausgehende – Angaben gemacht werden „sollen“:
1. Alter der zu entlassenden Arbeitnehmer,
2. Beruf der zu entlassenden Arbeitnehmer,
3. Geschlecht der zu entlassenden Arbeitnehmer,
4. Staatsangehörigkeit der zu entlassenden Arbeitnehmer.

## Fehler in der Anzeige
Es ist zwischen der unterbliebenen und der mangelhaften Anzeige zu unterscheiden. Bei einer mangelhaften Anzeige ist zu beachten, dass nicht jeder Fehler in der Anzeige zu deren Unwirksamkeit führt.
Eine unterlassene Anzeige führt nunmehr zur Unwirksamkeit der Entlassung.
In seiner früheren Rechtsprechung hat das Bundesarbeitsgericht (BAG) das Fehlen der Anzeige nur als Entlassungshindernis, nicht jedoch als Unwirksamkeitsgrund angesehen. Daran hat das Bundesarbeitsgericht nach der Entscheidung des EuGH vom 27. Januar 2005, nicht mehr festzuhalten.
Eine Anzeige, bei der auch nur eine einzige Muss-Angabe fehlt, hat keine Rechtswirkungen. Fehler und Unvollständigkeiten bei den Muss-Angaben führen grundsätzlich zur Unwirksamkeit der Anzeige.
Das Fehlen der Soll-Angaben des § 17 Abs. 3 S. 5 KSchG hat auf die Wirksamkeit der Anzeige selbst keine Auswirkungen. Die Anzeige ist auch ohne die Soll-Angaben ordnungsgemäß und vollständig. Die Agentur für Arbeit kann und wird allerdings im Rahmen von Anhörungen nach § 20 Abs. 3 KSchG die Soll-Angaben aufklären und erfragen.

## Negativattest
Der Arbeitgeber muss eine Sperrfrist nach § 18 Abs. 1 KSchG nicht einhalten, selbst wenn die Arbeitsverwaltung irrtümlich angenommen hat, dass die beantragten Massenentlassungen nicht anzeigepflichtig seien. Hat die Arbeitsverwaltung angenommen, die beabsichtigten Entlassungen seien nicht anzeigepflichtig und hat sie dem Arbeitgeber ein entsprechendes Negativattest erteilt, so wirkt dies wie die Zustimmung zur vorzeitigen Entlassung, ohne dass die Sperrfrist einzuhalten ist. Ein irrtümlich ausgestelltes Negativattest wirkt mithin wie ein auf richtiger Rechtsgrundlage ausgestelltes.